# 달리는 라디오 (제주주말)
박지연의 주말 달리는 라디오는 TBN 제주교통방송(제주시, 광해악 FM 105.5MHz, 서귀포 FM 105.9MHz)에서 주말 저녁 6시부터 7시 55분까지 방송되는 제주 지역의 퇴근길 라디오 프로그램이다.

## 코너소개

### 토요일 코너
- 까칠한 박여사: 이 세상 왜 이렇게 속상한 일이 많은거냐구~ 시사풍자코너
- 나는 누구일까요?: 세 단계 힌트를 듣고 퀴즈 풀어보는 코너
- 토요 안방극장: 그때 그 시절 추억의 드라마를 떠올려본다

### 일요일 코너
- 친절한 박여사: 그래도 세상은 살만해~ 따뜻하고 훈훈한 소식 칭찬한다구~
- 아랑조은 생활의 달인: 생활에 필요한 다양한 상식을 알아가는 퀴즈 코너
- 추억의 음악여행: 그 때 그시절 추억의 가수의 음악과 함께~

- 박지연의 주말 달리는 라디오 공식 홈페이지